# Triglyphus
Triglyphus is een vliegengeslacht uit de familie van de zweefvliegen (Syrphidae).

## Soorten
- T. escalerai Gil Collado, 1929
- T. primus

Kortlijfplatbek Loew, 1840